# Борислав Милић
Борислав Милић (Београд, 20. октобар 1925 — Београд, 28. мај 1986) био је југословенски и српски велемајстор шаха и шаховски писац и администратор.
Борислав Милић је био у групи јаких југословенских шахиста, поред Светозара Глигорића, Петра Трифуновића, Васја Пирца, Браслава Рабара, Андрије Фудерера, Николе Караклајића и Борислава Ивкова, који су се истакли одмах по завршетку Другог светског рата. Милић је био активан на турнирима од 1945. до 1967. године. Потом је развио каријеру као шаховски администратор, и као суоснивач веома успешних публикација Шаховски Информатор, чији је био уредник и један од сталних аутора.

## Резултати првенства Југославије
Милић је играо у 14 финала првенства Југославије у шаху од 1945. до 1962. године, обично постижући добре резултате. Никада није успео да освоји национално првенство, које је у то време било друго по снази на свету, иза само Совјетског Савеза, али је имао неколико промашаја. Милићеви најбољи резултати на државним првенствима су 4. у Новом Саду 1945. са 15/23, 5. у Београду 1948. са 9.5/17, дељени 4-5. у Љубљани 1951. са 10/17, дељени 3.-5. у Београду 1952. са 12/19, делио 4–6. у Загребу 1953. са 10,5/17, делио 4–5. у Новом Саду 1955. са 10/17 и делио 4–7. у Крагујевцу 1959. са 10/17.

## Представља Југославију у тимској игри
Изабран је за репрезентацију Југославије на мечевима против Холандије, Западне Немачке, САД, Швајцарске, Мађарске и Совјетског Савеза. Милић је два пута био биран за тимове Југословенске шаховске олимпијаде, а два пута за шампионат Европе, сваки пут освајајући екипне медаље. У 27 мечева постигао је (+8 =18 -1), за 69 одсто. Следе његови резултати на Олимпијади и Евротимовима.
- Хелсинки 1952, Олимпијада, 2. резерва, +3 =2 -0, екипна бронза
- Москва 1956, Олимпијада, 1. резерва, +3 =6 -0, екипно сребро
- Беч 1957, Евротимови, табла 8, +0 =4 -0, екипно сребро
- Оберхаузен 1961, Евротимови, табла 8, +2 =6 -1, екипно сребро.

## Међународни нагласци
Милић је изједначио 2.-4. у Бечу 1951-52. Изједначио је 2.–3. у Дортмунду 1951. са 7/11. Изједначио је 2.–3. у Београду 1952. са 12,5/19, што је његов најбољи учинак од 2709. Победио је на традиционалном Бевервијк Хооговенс-у 1955. са 6,5/9. Био је 2. у Љубљани 1955. са 17.11. Победио је на Криници 1956 са 9,5/13. Изједначио је 3.–4. у Сарајеву 1961. са 6,5/11.
Добио је титулу међународног мајстора од ФИДЕ, Светске шаховске федерације, 1952. године, али је морао да чека до 1977. године, десет година након што се повука, да би добио титулу велемајстора, као признање за своје раније успешне партије.

## Шаховски администратор, писац
Милић се повукао из професионалног играња после 1967. године и био је генерални секретар Шаховског савеза Југославије. Био је један у групи пионирских зачетника издања Шаховског информатора. Почевши од 1966. године, Шаховски информатор је систематизовао почетне класификације, информације о игрицама и анализу на много дубљи ниво софистицираности и произвео томове игара са коментарима са великих догађаја у којима су учествовали врхунски играчи, користећи скуп симбола без језика за привлачност широм света. Њихове књиге су се добро продавале широм света и играле су виталну улогу у развоју и популаризацији шаха. Пројекат Шаховски информатор назван је најважнијим у историји шаховских публикација.
Милић је такође радио са групом публикација New In Chess, пишући чланке и предговоре.